# Sông Perené
Sông Perené (tiếng Tây Ban Nha: Río Perené) nằm tại Peru, trên sườn phía đông của dãy Andes.
Sông được hình thành tại 10°57′6″N 75°17′0″T / 10,95167°N 75,28333°T ở nơi hợp dòng của sông Chanchamayo và Paucartambo, 15 km phía trên cộng đồng Perené, tại 650 m trên mực nước biển.
Sông chảy theo hướng đông nam với chiều dài 165 km.
Tại 11°09′54″N 74°14′3″T / 11,165°N 74,23417°T sông Perené hợp dòng với sông Ene, 10 km dưới cộng đồng Puerto Ocopa, và ở độ cao 400 m trên mức nước biển, à được gọi là sông Tambo từ sau đó.